# Gare de Buzy-en-Béarn
La gare de Buzy-en-Béarn est une gare ferroviaire française des lignes de Pau à Canfranc et de Buzy à Laruns-Eaux-Bonnes-Les Eaux-Chaudes. Elle est située sur le territoire de la commune de Buzy, dans le département des Pyrénées-Atlantiques en région Nouvelle-Aquitaine. 
Elle est mise en service en 1883 par la Compagnie des chemins de fer du Midi et du Canal latéral à la Garonne. C'est une halte voyageurs de la Société nationale des chemins de fer français (SNCF), elle est desservie par des trains express régionaux TER Nouvelle-Aquitaine.

## Situation ferroviaire
Établie à 376 mètres d'altitude, la gare de Buzy-en-Béarn est située au point kilométrique 235,274 de la ligne de Pau à Canfranc (frontière), entre les gares ouvertes de Gan et d'Ogeu-les-Bains. Ancienne gare de bifurcation, elle était l'origine de la ligne de Buzy à Laruns-Eaux-Bonnes-Les Eaux-Chaudes aujourd'hui fermée.
Elle dépend de la région ferroviaire de Bordeaux. Elle est équipée de deux quais, le quai 1 pour la voie unique et le quai 2 pour la voie 2, qui disposent chacun d'une longueur utile de 160 m.

## Histoire
La gare de Buzy-en-Béarn est mise en service le 30 juin 1883 lors de l'ouverture de la section Pau - Buzy. La section Buzy - Oloron-Sainte-Marie a été ouverte le 1er septembre de la même année.
La conception de la ligne Buzy - Laruns nécessita le déplacement dans les années 1880 des dolmens de Buzy lors du creusement de la tranchée où passe la ligne.
La ligne allant jusqu'à Oloron fut prolongée jusqu'à son terminus en Espagne à la gare internationale de Canfranc en 1928. Cette ligne sera d'ailleurs la première ligne transpyrénéenne mise en service. 

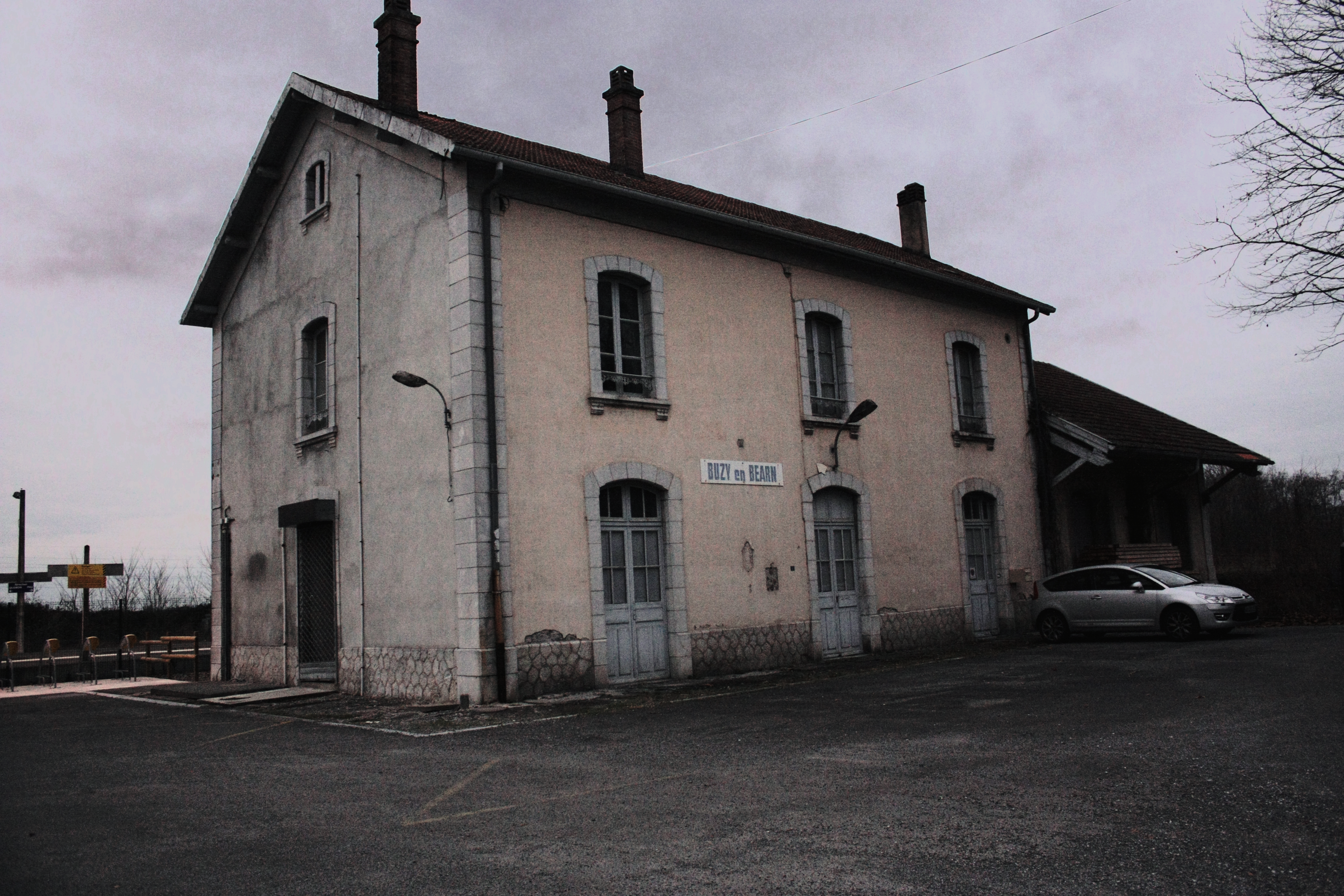
Ancien bâtiment voyageurs.

La ligne de Buzy à Laruns-Eaux-Bonnes-Les Eaux-Chaudes a été fermée au trafic des voyageurs le 2 mars 1969. Une liaison de bus restera en place pour assurer les déplacements jusqu'au 1er septembre 2009. 
Le trafic des marchandises subsista entre Buzy-en-Béarn et Arudy jusqu'en 2003. L'aiguille d'accès à la ligne de Laruns en gare de Buzy a été déposée, mais les rails sont toujours présents jusqu'à Arudy.
Depuis la fin de la navette entre Buzy et Laruns, au début des années 2000, la gare de Buzy est devenue une simple halte voyageurs.
Un projet de vélorail était à l'étude afin de réutiliser la voie ferrée, le projet a été abandonné avant que la voie verte de la Vallée d'Ossau ne réutilise l'emprise entre la gare de Buzy et la gare d'Arudy à partir de 2022. 
Sur l'autre embranchement, la ligne de Pau à Canfranc fut partiellement fermée, tout d'abord entre Bedous et Canfranc en 1970 à la suite d'un accident ferroviaire sur le pont de l'Estanguet, puis entre Bedous et Oloron au début des années 1980. La réouverture de la ligne d'Oloron à Canfranc est toujours d'actualité et a d'ores et déjà rouvert entre Oloron et Bedous en 2016. 

## Service des voyageurs

### Accueil
Halte SNCF, c'est un point d'arrêt non géré (PANG) à entrée libre.

### Desserte
La gare est desservie par :
- La ligne TER 55 des trains TER Nouvelle-Aquitaine qui effectuent des missions entre les gares de Pau et Bedous. Ces trains sont terminus à Oloron-Sainte-Marie ou à Bedous. La gare a généré 18102 voyageurs en 2024 soit 25, 89% de plus qu'en 2023[7]

### Intermodalité
La gare de Buzy-en-Béarn permet de faciliter l'intermodalité en réunissant différents modes de transports sur un même lieu.
- Parking gratuit
- Parking à vélo (non sécurisé)
- Station de location de vélos
- Départ de la Voie Verte de la Vallée d'Ossau (23 kilomètres jusqu'à Laruns) : tables de pique-nique, fontaine à eau